# Chivirico Dávila
Rafael Dávila Rosario (Puerta de Tierra, San Juan, 2 de agosto de 1924-Nueva York, 5 de octubre de 1994) conocido popularmente como Chivirico Dávila, fue un cantante puertorriqueño de música afroantillana, incluyendo géneros como mambo, bolero, guaracha y en general otros ritmos agrupados bajo el nombre comercial de salsa. 
Nació producto de la unión de Eustaquio Dávila, obrero de puertos, proveniente de Loíza Aldea, y Juana Rosario, obrera de una fábrica de tabaco, proveniente de Bayamón. Aunque se dice que nació en Santurce, Chivirico nació en Puerta de Tierra, cerca al capitolio, y cuando era muy niño, su familia se trasladó a Villa Palmeras, en Santurce. Desde temprano comenzó a cantar con una guitarra en solitario, para después integrarse a tríos y cuartetos de su ciudad.

## Vida profesional
Aunque participó con un gran número de agrupaciones que ni él mismo decía recordar, algunos de ellos únicamente lo llamaban para presentaciones y otros únicamente para grabar, por lo que es frecuente que no apareciera en los registros, alternando grabaciones con sus presentaciones en solitario. El primer grupo al que se se sabe con certeza que se integró fue el Cuarteto Mayarí, aunque no hay grabaciones con esta agrupación. Su gran salto a la fama fue con dos orquestas. Primero fue la participación en la orquesta de Rafael Gonzalez Peña, donde se presentaba todas las semanas en el show del medio día, también con la Orquesta Súper Tropicana del maestro Rafael Elvira, que fue la banda titular del Club el Escambrón, después de la disolución de la orquesta del maestro Rafael Muñoz, quien partió para Nueva York.
Aunque formó parte de la compañía discográfica Fania después de que esta compró el sello Cotique, nunca fue parte de Fania All Stars, aunque sí grabó un tema junto a ellos en el álbum Tribute to Tito Rodriguez. Su salida de la compañía se dio después del fracaso en ventas de su álbum "New Concepts", de 1978. Este disco fue hecho en colaboración con Richie Ray y Bobby Cruz, e incluía fusión de ritmos de salsa con soul, latin jazz y cumbia.
Participó como cantante en otras orquestas de fama internacional como Tito Puente, Orlando Marín y Joey Pastrana, entre otros.
Varios artistas coinciden en que es uno de los artistas de la música afroantillana a quienes no se les dio un merecido reconocimiento. Entre las historias de su versatilidad, cantantes como Lalo Rodríguez lo reconocen como una de sus fuentes de inspiración y le atribuyen una versatilidad única para cantar boleros, sones y guaguancós, conservando la calidad de su interpretación. Bobby Cruz le atribuye a Chivirico la estructuración de su soneo, pues dice que antes de conocerlo no sabía cantar en clave, aprendiendo a hacerlo durante varias clases en estudio.
Murió en su casa en Nueva York el 5 de octubre de 1994, de un ataque cardíaco.

## Discografía
Como Cantante con Orlando Marín: Se te quemó la casa
| 1962: Se te quemó la casa |
| --- |
| (Alegre Récords) Lado A: 1. La Casa 2. Mi vecina 3. Quite, quite 4. Ritmo bembé Lado B: 1. Está de Bala 2. No se detengan 3. Orlando's Guajira 4. Sin discusión 5. Aprovéchate |

Como Cantante con Joey Pastrana:
The Real Thing (El Verdadero)
| 1970: The Real Thing |
| --- |
| (Cotique) Lado A: 1. Pastrana llegó 2. Colour My World 3. The Real Thing 4. Guajira Con Joey 5. Skin Deep Lado B: 1. Quítate La Campana Juana 2. Noche De Ronda 3. Chumbambé 4. Así 5. The Gate 6. La Casa 7. Mi vecina 8. Quite, quite 9. Ritmo bembé |

Como solista: New concepts/Nuevos conceptos
| 1978: New concepts/Nuevos conceptos |
| --- |
| (Cotique) Lado A 1. Serenata 2. Feria de las flores 3. Amor ciego 4. Derecho a soñar 5. Nuevos conceptos Lado B 1. Peregrino 2. Cada cual 3. Cumbia colombiana 4. Cosas de hombre 5. Ayuda |